# André Armengaud
André Armengaud (geboren am 28. April 1920 in Castres; gestorben am 5. Mai 1980 ebenda) war ein französischer Historiker mit den Schwerpunkten Demographiegeschichte und okzitanischer Geschichte.
Das Studium in Castres und Toulouse schloss Armengaud 1945 mit der Agrégation im Fach Geschichte ab. Er forschte und lehrte als Professor an der Universität Dijon sowie an der Université Toulouse - Le Mirail. Er leitete die Société d’études démographiques. Zusammen mit Robert Lafont gab er 1979 den Sammelband Histoire d’Occitanie heraus.
Nach langer Krankheit starb er im Alter von 60 Jahren.

## Schriften
- L’opinion publique en France et la crise nationale allemande en 1866. Belles Lettres, Paris 1962.
- La population française au XIXe siècle. Presses Univ. de France, Paris                                                                                                                                                                 1971.
- Bevölkerungsgeschichte Europas: Mittelalter bis Neuzeit. Piper, München 1971.
- Beitrag in: Histoire Écomomique et sociale de la France. Band l’avènement de l’ere industrielle, Presse universitaire de France, Paris 1976.
  - deutsch: Wirtschaft und Gesellschaft in Frankreich im Zeitalter der Industrialisierung 1789–1880.                                                                                                                                                     , übersetzt von Dieter Hornig,  Marianne Kürschner und Ilse Utz, Athenäum Verlag 1986, neu herausgegeben im Verlag Syndikat, Frankfurt am Main 1986, ISBN 3-8108-0242-5.
- Mit Robert Lafont, Histoire d’Occitanie. Hachette, Paris 1979,
- Beiträge in: Handbuch der Europäischen Wirtschafts- und Sozialgeschichte. Herausgegeben von Wolfram Fischer und anderen, Klett-Cotta, Stuttgart 1985.